# Liste der Gerichtsbezirke in Navarra
Dies sind die Gerichtsbezirke in Navarra, Spanien.

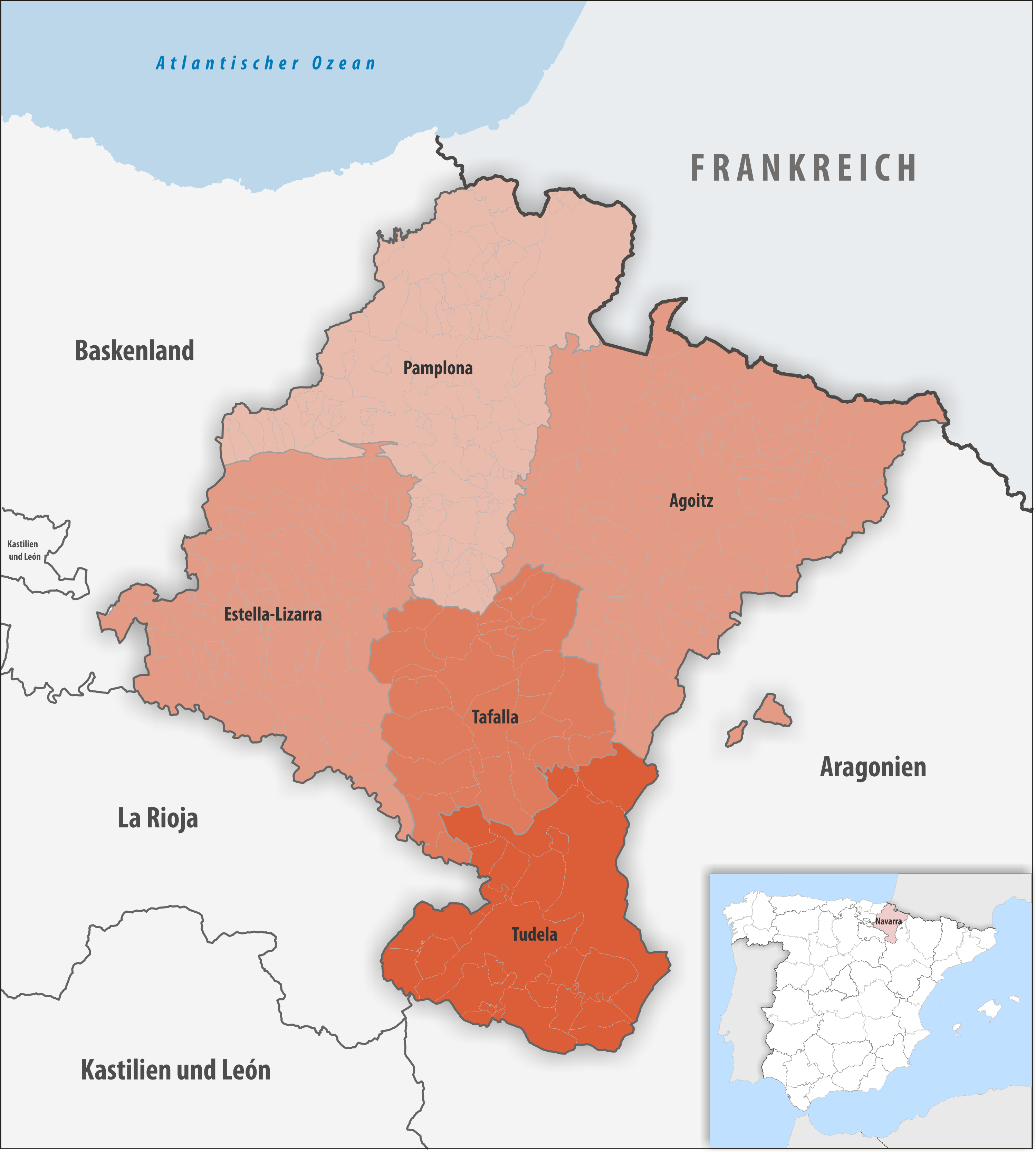
Gerichtsbezirke in der autonomen Gemeinschaft Navarra

| Gerichtsbezirk  | Gemeinden | Einwohner (2024) | Fläche km² | Dichte Einw./km² | Hauptquartier   |
| --------------- | --------- | ---------------- | ---------- | ---------------- | --------------- |
| Agoitz          | 64        | 75.000           | 2.990,00   | 25               | Aoiz/Agoitz     |
| Estella-Lizarra | 72        | 65.624           | 2.210,68   | 30               | Estella-Lizarra |
| Pamplona        | 86        | 387.931          | 2.474,80   | 157              | Pamplona        |
| Tafalla         | 27        | 47.632           | 1.387,24   | 34               | Tafalla         |
| Tudela          | 23        | 102.151          | 1.527,81   | 67               | Tudela          |
| Provinz Navarra | 272       | 678.338          | 10.590,53  | 64               | Pamplona        |